# Повонзківський цвинтар

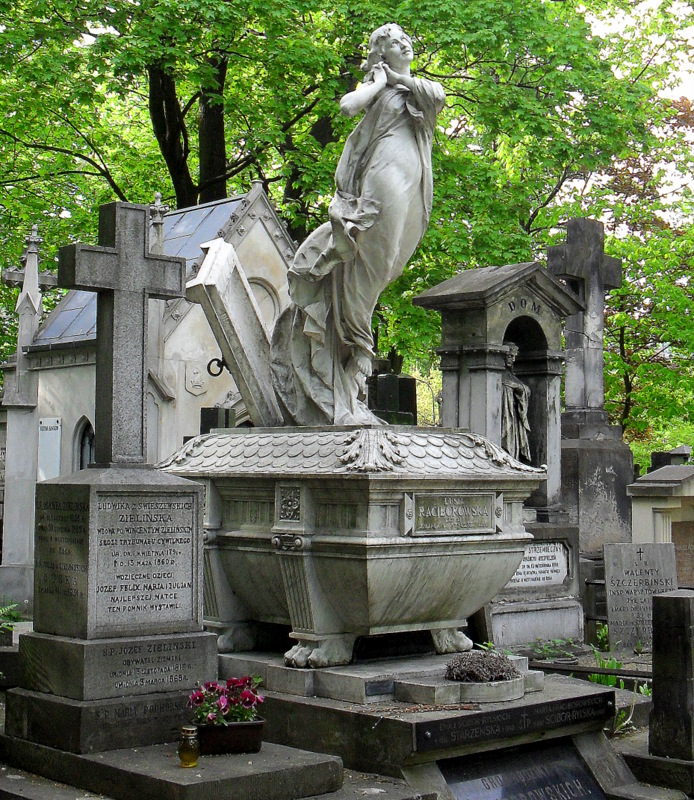

Повонзківський цвинтар, або Старі Повонзки (пол. Cmentarz Powązkowski) — найстаріший та найвідоміший некрополь Варшави. Цвинтар розташований на території дільниці Воля. Перебуває під духовною опікою курії Варшавської архідієцезії, а з громадської сторони під опікою Громадського комітету опіки Пам'яток Старих Повонзків. На цвинтарі поховано мільйон осіб. Площа лише на 1 гектар менша за площу Ватикану

## Історія
Цвинтар заснований у 1790 році. Розташований у північно-західній частині Варшави (вулиця Повонзки, 14). Тут знайшли свій спокій останки багатьох відомих діячів польської історії та культури. Значна частина кладовища відведена для поховань військових, осіб, що загинули у війнах 19-20 сторіч.
Від Старих Повонзок слід відрізняти Військове кладовище Повонзки (вулиця Повонзки, 43/45), де також поховано багато відомих діячів польської історії та культури.

## Відомі поховання
- Грабченко Антон Мартинович — підполковник Армії УНР
- Клочковський В'ячеслав Євгенович — контр-адмірал, командувач Чорноморським флотом Української Держави
- Єжи Анджеєвський — письменник
- Анна Білінська-Богданович — художниця
- Іван Бльох — підприємець
- Францішек Богомолець — богослов, історик, видавець
- Богуславський Войцех — театральний діяч
- Олімпія Боронат — оперна співачка
- Генрик Венявський — польський скрипаль
- Вітольд Лютославський — композитор
- Станіслав Монюшко — композитор
- Станкевич Софія — художниця
- Леопольд Стафф — поет
- Ірена Яроцька — польська естрадна співачка
- Ян Стахнюк — польський політичний публіцист
- Владислав Скочиляс — польський художник, графік і скульптор
- Ципріан Годебський — польський поет, перекладач, публіцист, військовий діяч
- Агатон Ґіллер — польський політик, один із керівників Січневого повстання 1863 року, журналіст, письменник та історик
- Вавжинець Дайчак — польський архітектор, педагог, політичний діяч, військовик
- Адольф Дигасінський — польський педагог, журналіст, письменник, представник натуралістичного напрямку в літературі
- Болеслав Прус — польський письменник, співтворець польського реалізму.
- Леон Козловський — археолог
- Тимотеуш Ліпінський — археолог
- Зигмунт Глогер — археолог
- Юзеф Вольф — історик
- Генрик Юзевський — віце-міністр внутрішніх справ УНР, потім міністр внутрішніх справ ІІ РП, Волинський воєвода (проводив політику мирного співіснування українців та поляків на Волині) — кватера 234-V-5/6[2];
- Венантій Бурдзинський — юрист, натураліст, засновник зоопарків в Києві та Варшаві. Старі Повонзки, кватера 100(6/7)[2]
- Василь Калиновський — греко-католицький ієромонах-василіянин, протоігумен Холмської провінції василіян (1834—1838), парох у Варшаві при вул. Мьодовій
- Чеслав Немен — польський співак, композитор, автор текстів пісень

## Світлини

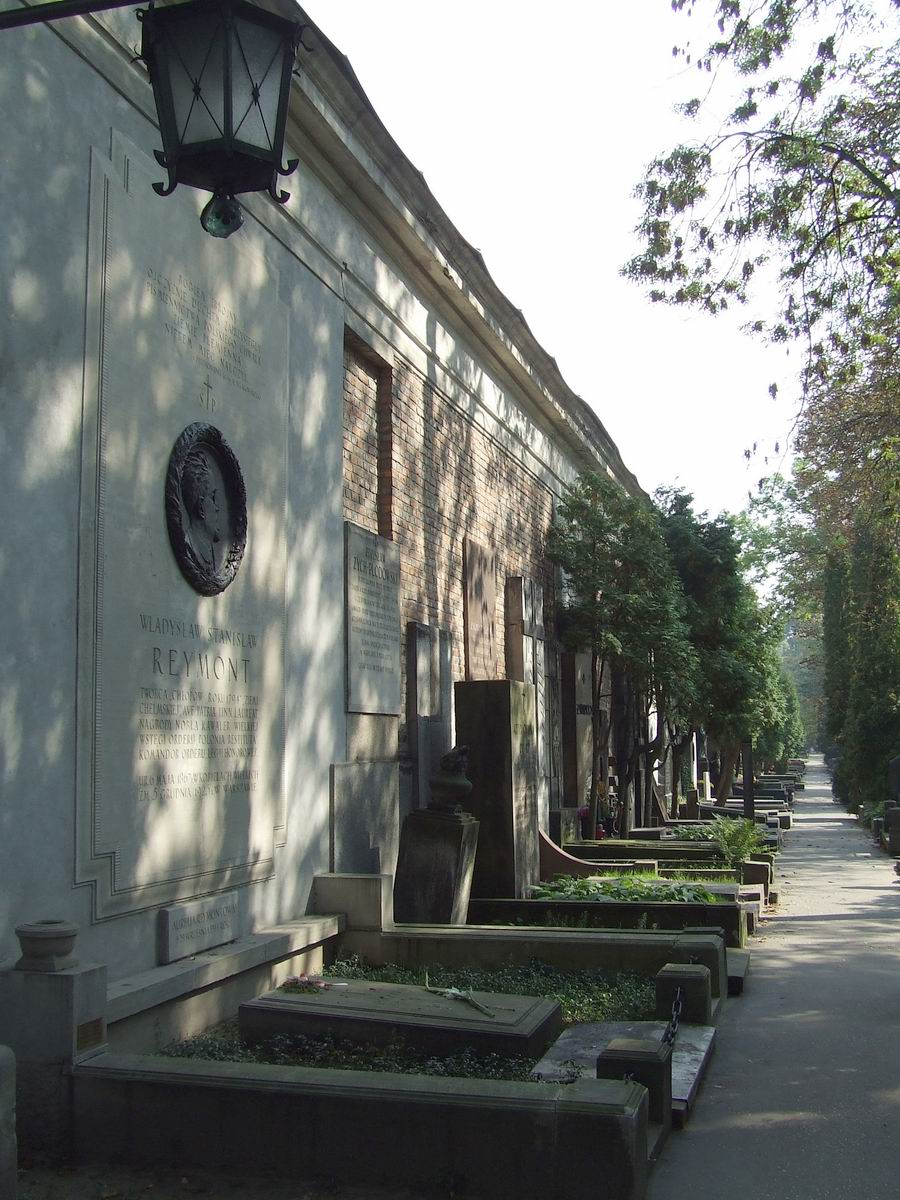
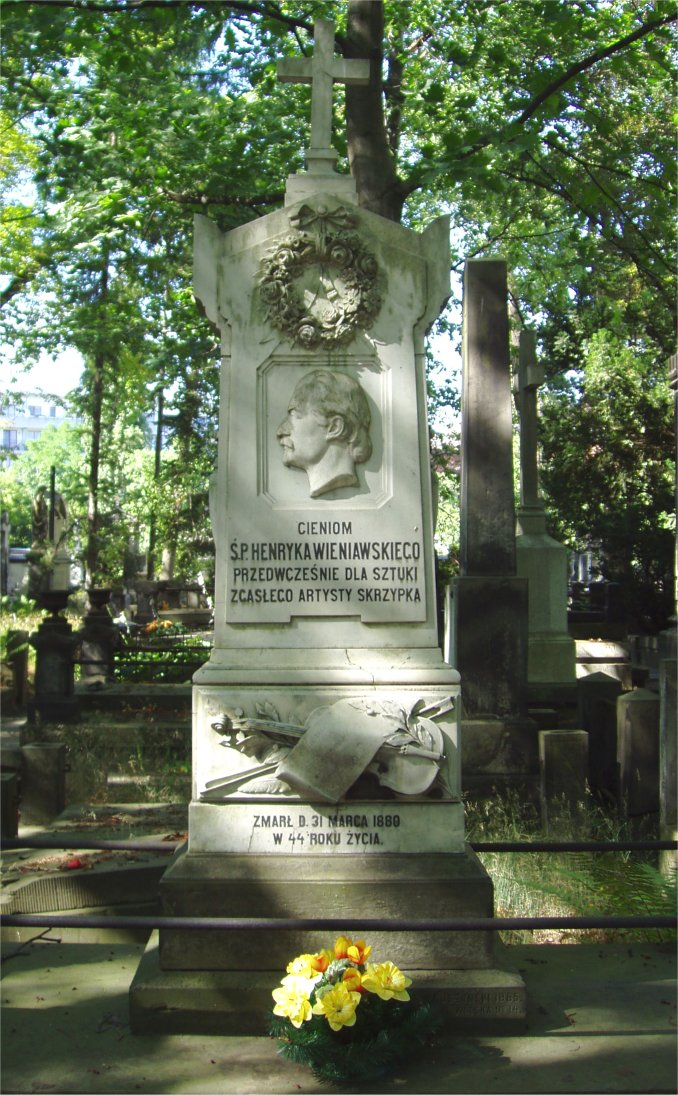
Могила Генрика Венявського
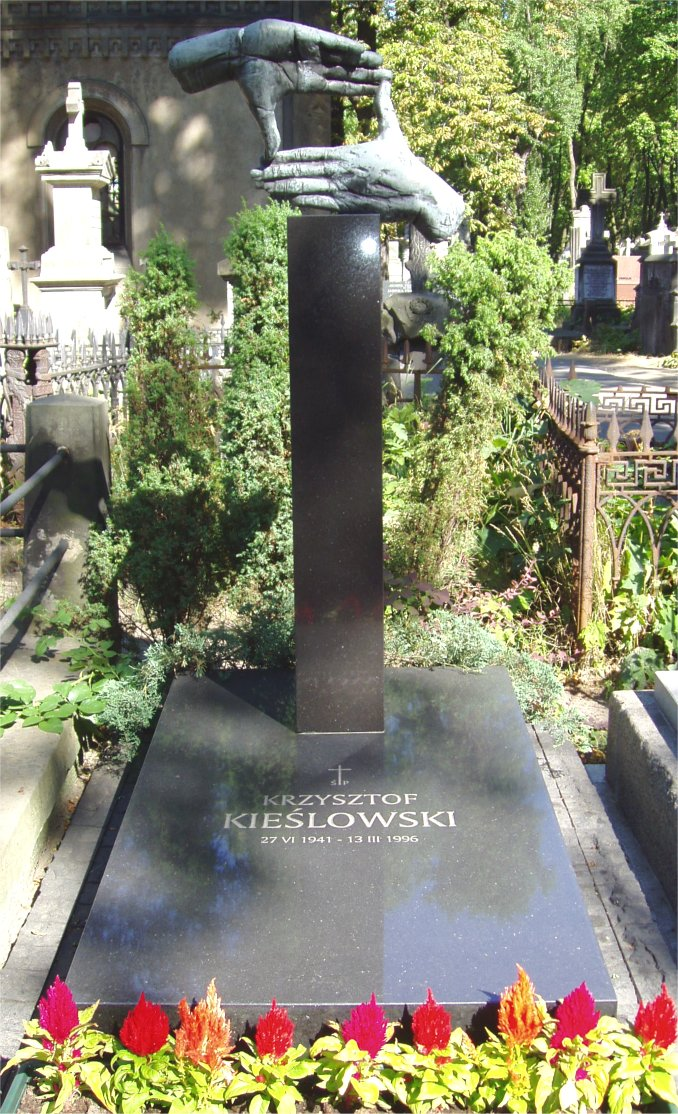
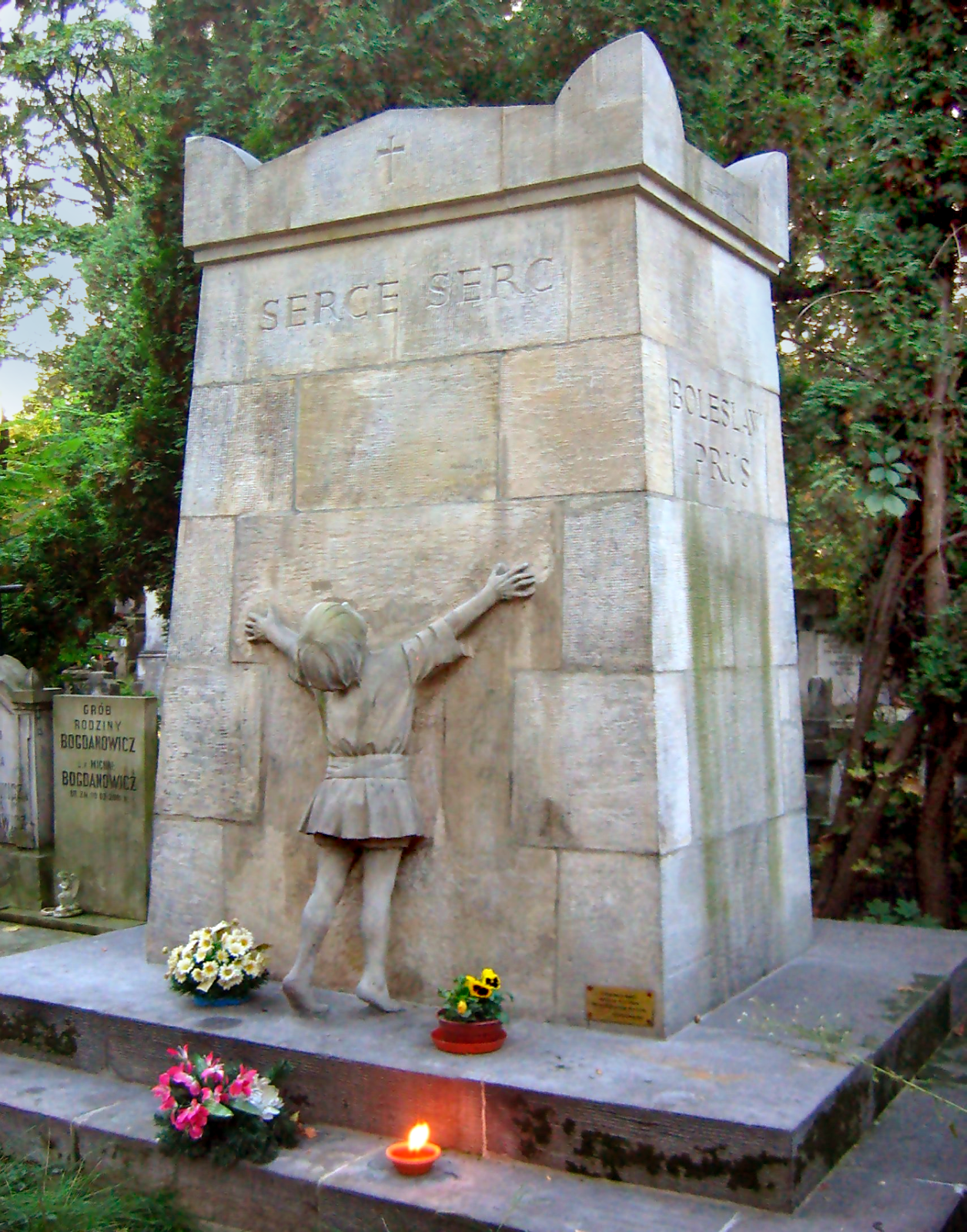
Могила Болеслава Пруса
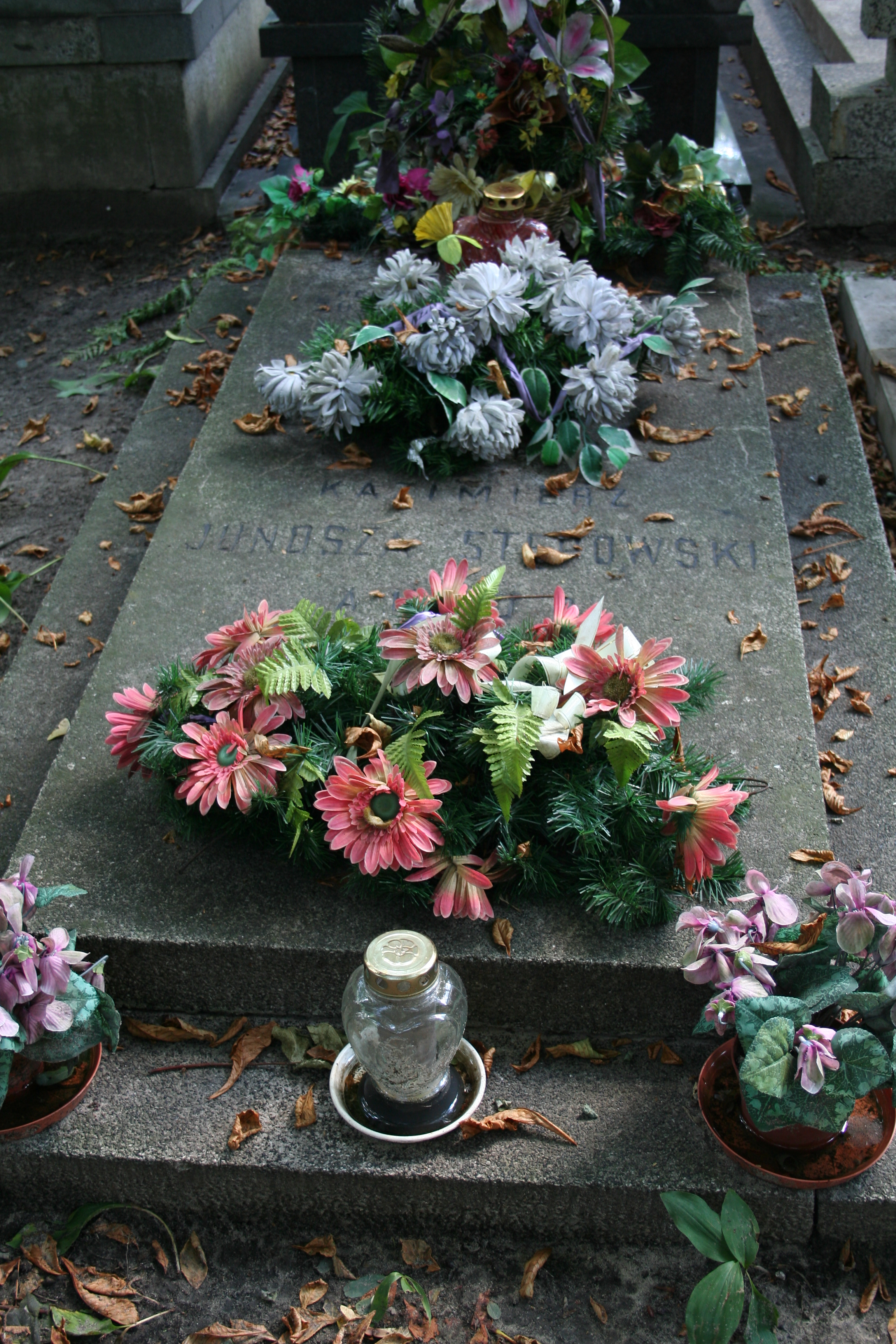
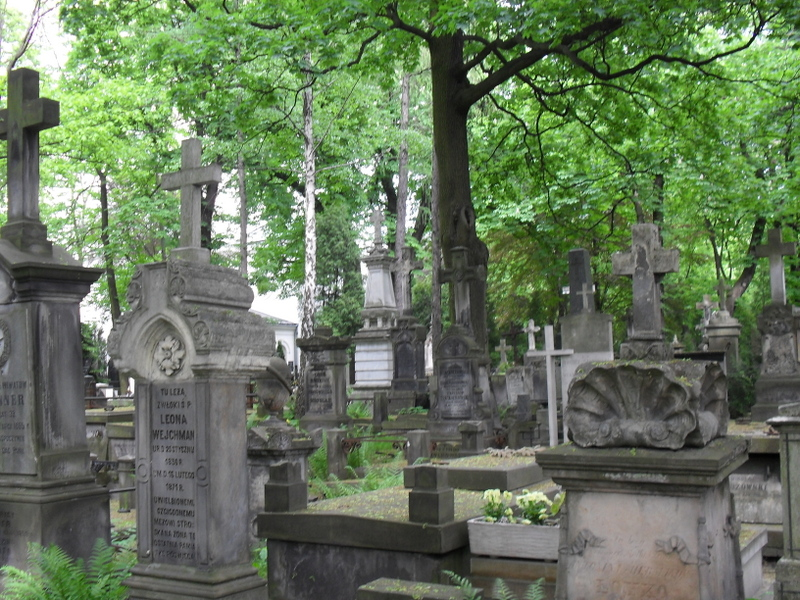
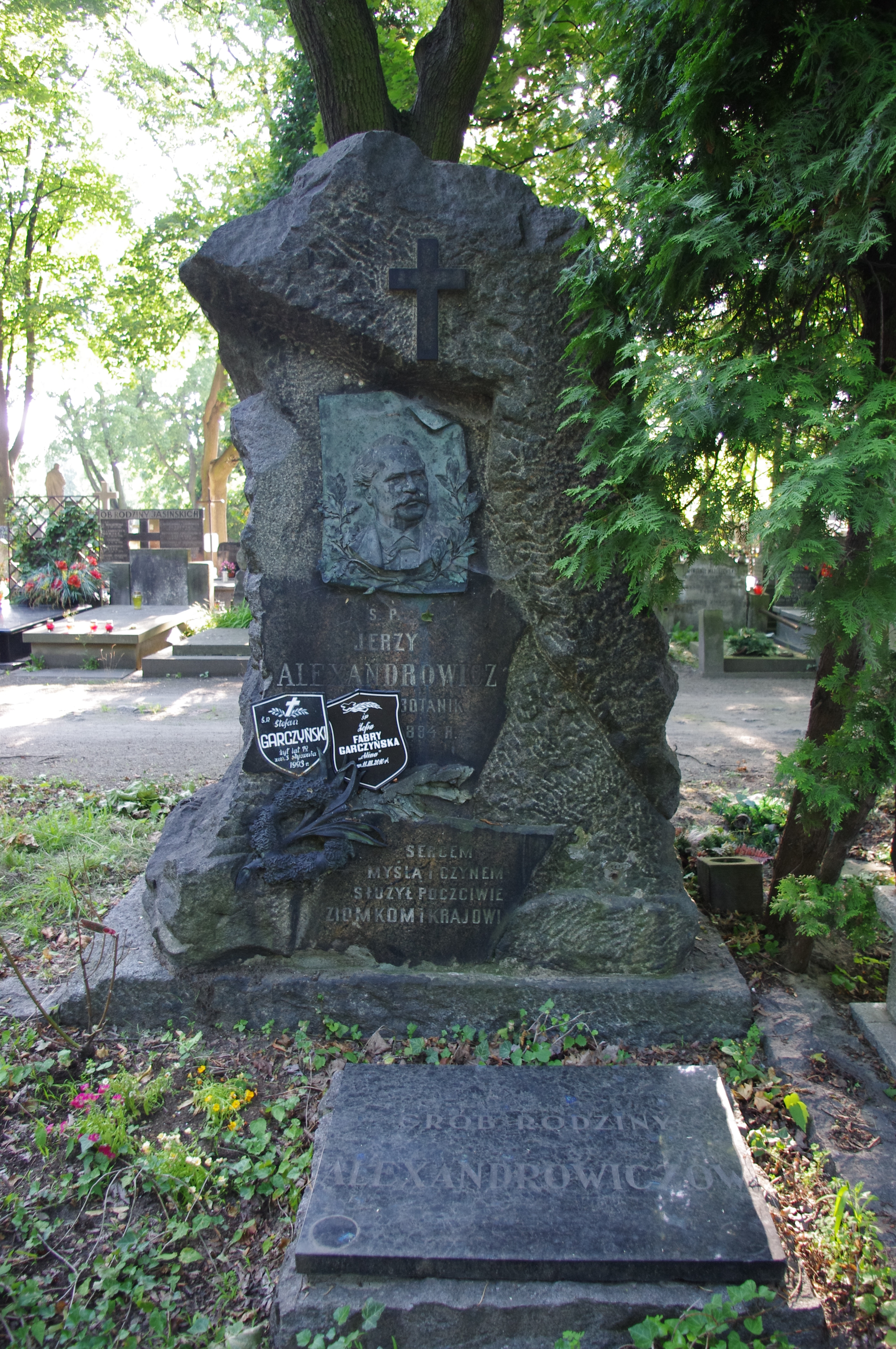
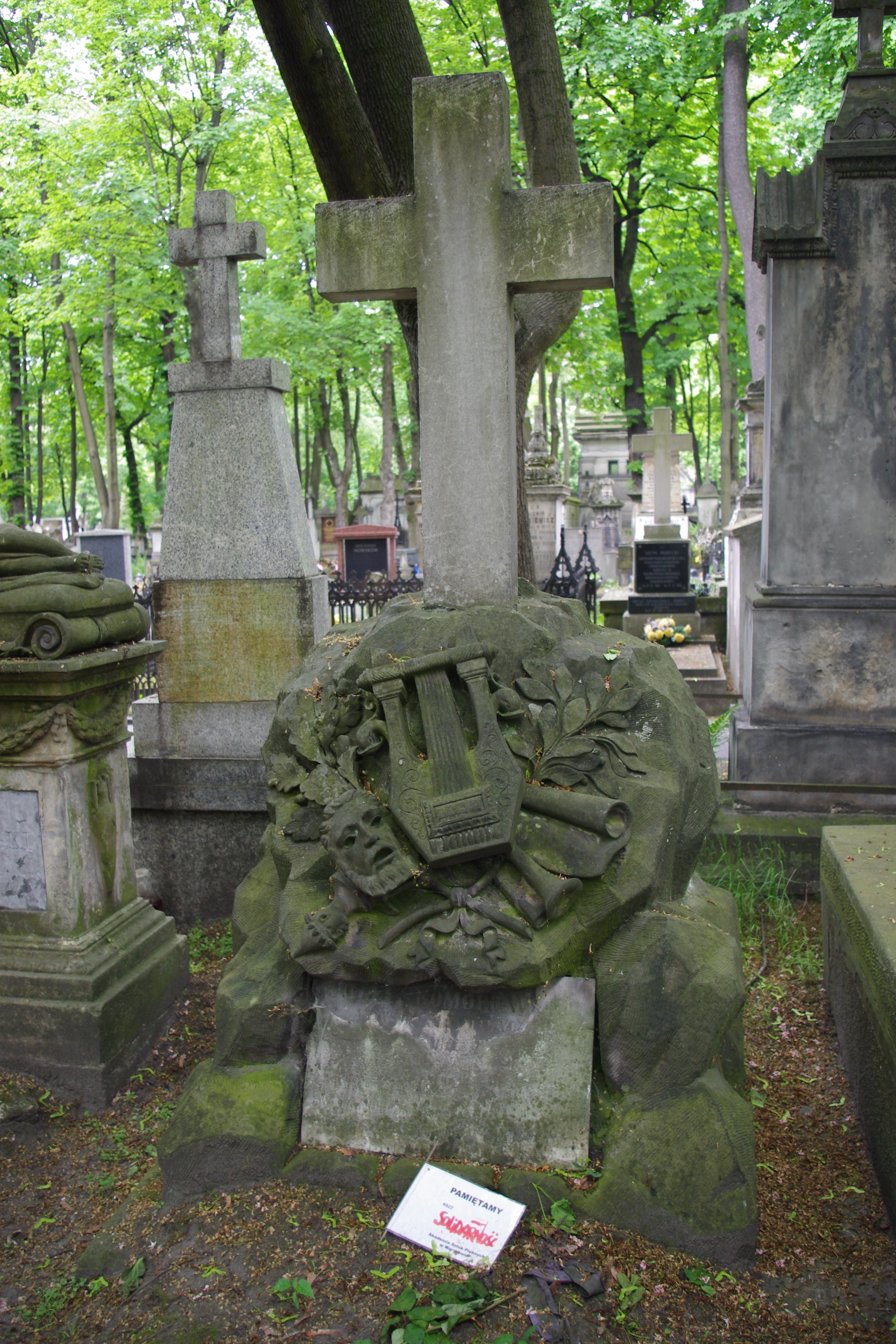